# بخش کاتماندو
بخش کاتماندو (به لاتین: Kathmandu District) یک بخش در نپال است که در استان بگماتی واقع شده‌است. بخش کاتماندو ۴۳۳٫۶۱ کیلومتر مربع مساحت و ۱٬۶۹۹٬۲۸۸ نفر جمعیت دارد.